# قبعة مظلية
القبعة المِظَلِّيّة هي مظلة متصلة بعصابة رأس تستخدم للحماية من المطر أو الشمس. يُنظر إليها على أنها عنصر جديد.